# Боми (Либерия)
Боми (англ. Bomi) — графство на западе Либерии. Административный центр — город Табманберг. Площадь — 1 942 км², население — 82 036 человек (2008 год).

## География
На западе граничит с графством Гранд-Кейп-Маунт, на севере с графством Гбарполу, на востоке с графством Монтсеррадо. На юге находится побережье Атлантического океана.

## Административное деление
Графство делится на 4 округа:
- Деуин
- Клэй
- Мекка
- Сенжех